# David Registe
David Registe (né le 2 mai 1988 à Palmer, Alaska) est un athlète dominiquais, spécialiste du saut en longueur.
Né aux États-Unis, il a la double nationalité mais représente la Dominique. Il remporte la médaille d'argent aux Jeux panaméricains de 2011 derrière Daniel Pineda et le titre lors des Jeux d'Amérique centrale et des Caraïbes de 2014. Son record est de 8,06 m, obtenu à Mexico en 2014.